# UCI ProTeam
Cet article concerne les ProTeams masculines. Pour les ProTeams féminines, voir UCI Women's ProTeam.
Une UCI ProTeam, connue comme équipe continentale professionnelle entre 2005 et 2019, est une équipe de cyclisme sur route professionnelle enregistrée auprès de l'Union cycliste internationale. Elle correspond à la deuxième division du cyclisme sur route masculin, après les UCI WorldTeams. Elle peut participer aux compétitions des circuits continentaux et du calendrier de l'UCI World Tour grâce à des invitations.
Cette catégorie d'équipe cycliste est mise en place depuis la réforme de l'Union cycliste internationale de 2005 créant l'UCI ProTour et les circuits continentaux. Deux autres catégories d'équipes sont issues de cette réforme : les UCI WorldTeams et les équipes continentales. En 2020, la dénomination « équipe continentale professionnelle » disparaît, laissant la place aux UCI ProTeams.

## Évolution
Ci-dessous l'évolution des divisions des équipes du cyclisme sur route international masculin.
| Période     | Première division | Deuxième division                   | Troisième division  |
| ----------- | ----------------- | ----------------------------------- | ------------------- |
| Avant 2005  | Groupe Sportif I  | Groupe Sportif II                   | Groupe Sportif III  |
| 2005-2014   | UCI ProTeam       | équipe continentale professionnelle | équipe continentale |
| 2015-2019   | UCI WorldTeam     | équipe continentale professionnelle | équipe continentale |
| Depuis 2020 | UCI WorldTeam     | UCI ProTeam                         | équipe continentale |

## Participation aux compétitions
Le règlement UCI fixe les conditions de participation des UCI ProTeams aux différentes compétitions.
Les UCI ProTeams peuvent participer aux épreuves des circuits continentaux et du calendrier. Toutefois, seules les UCI ProTeams du pays et au maximum deux équipes étrangères peuvent participer aux épreuves de l'UCI Europe Tour classées 1.2 ou 2.2 ; cette restriction n'existe pas pour les autres circuits continentaux.
Les UCI ProTeams peuvent être invitées à participer au Tour de France et aux épreuves de l'UCI World Tour par les organisateurs.

## Liste des équipes par saison

### UCI ProTeams (depuis 2020)
Au cours de la saison 2020, 19 équipes obtiennent la licence UCI ProTeam. Les nouvelles équipes sont : Fundación-Orbea (renommée Euskaltel-Euskadi  en cours de saison) et Uno-X Norwegian Development, toutes deux promues de la catégorie continentale. D'un autre côté, les équipes Cofidis et Israel Cycling Academy sont promues au sein de la catégorie UCI WorldTeam. D'autre part, les équipes qui sont descendues dans la catégorie continentale sont W52-FC Porto et Hagens Berman Axeon, alors que les équipes Euskadi Basque Country-Murias, Manzana Postobón, Nippo-Vini Fantini-Faizanè et Roompot-Charles disparaissent.
Au cours de la saison 2021, 17 équipes obtiennent la licence UCI ProTeam. Les nouvelles équipes Eolo-Kometa Cycling Team et Equipo Kern Pharma sont promues de la catégorie continentale, tandis que l'équipe Wanty-Gobert est montée dans la catégorie la plus élevée en tant qu'UCI WorldTeam. En revanche, l'équipe Riwal Securitas est redescendue en catégorie continentale. De même, le nom de plusieurs équipes évolue en raison du changement de leurs sponsors.
Au cours de la saison 2022, 17 équipes obtiennent la licence UCI ProTeam. Aucune nouvelle équipe n'est enregistrée. En revanche, par rapport à 2021, les équipes Delko et Vini Zabù disparaissent.
Au début 2023, 18 équipes obtiennent la licence UCI ProTeam.
Les équipes Alpecin-Fenix et Team Arkéa-Samsic deviennent WorldTeam et sont remplacées numériquement par Israel-Premier Tech et Lotto Dstny qui deviennent UCI ProTeam.
Parmi les autres changements, quatre nouvelles équipes sont enregistrées : Bolton Equities Black Spoke, Team Corratec, Q36.5 Pro et Tudor, les équipes B&B Hotels-KTM et Gazprom-RusVelo disparaissent tandis que Drone Hopper-Androni Giocattoli est rétrogradée en équipe continentale.
En 2024, 17 équipes obtiennent la licence UCI ProTeam.
Par rapport à 2023, trois changements à noter : les équipes Bolton Equities Black Spoke et Human Powered Health disparaissent du peloton en 2024, tandis que l'équipe TDT-Unibet Cycling Team est promue de la catégorie d'équipe continentale.
À la fin de la saison 2024, 17 équipes obtiennent la licence UCI ProTeam pour 2025, les mêmes qu'en 2024.
Par rapport à 2024, deux changements concernent néanmoins la catégorie : l'équipe Bingoal WB fusionne avec l'équipe continentale Philippe Wagner-Bazin et devient Wagner Bazin WB, tandis que l'équipe Unibet Tietema Rockets (ex TDT-Unibet) passe d'une licence néerlandaise à une licence française, pour renforcer sa volonté de participer au Tour de France dans les prochaines années.

## Anciennes UCI ProTeams
| Équipe                                    | Pays             | Année                  | Note                                                             |
| ----------------------------------------- | ---------------- | ---------------------- | ---------------------------------------------------------------- |
| 3 Molinos Resort                          | Espagne          | 2006                   | Disparition de l'équipe à la fin de l'année 2006                 |
| Action-Uniqa                              | Pologne          | 2005-2007              | Disparition de l'équipe à la fin de l'année 2007                 |
| Acqua & Sapone                            | Italie           | 2005-2012              | Disparition de l'équipe à la fin de l'année 2012                 |
| Aqua Blue Sport                           | Irlande          | 2017-2018              | Disparition de l'équipe à la fin de l'année 2018                 |
| AG2R Prévoyance                           | France           | 2005                   | Obtention du statut d'équipe ProTour en 2006                     |
| Agritubel                                 | France           | 2005-2009              | Disparition de l'équipe à la fin de l'année 2009                 |
| Alpecin-Deceuninck                        | Belgique         | 2019-2022              | Obtention du statut d'équipe WorldTeam en 2023                   |
| Amica Chips-Knauf                         | Saint-Marin      | 2009                   | Suspension et dissolution de l'équipe au cours de la saison 2009 |
| Andalucía                                 | Espagne          | 2006-2012              | Disparition de l'équipe à la fin de l'année 2012                 |
| Androni Giocattoli-3C Casalinghi          | Italie           | 2006                   | Fusion avec LPR en 2007                                          |
| Argos-Shimano                             | Pays-Bas         | 2005-2012              | Obtention du statut d'équipe WorldTour en 2013                   |
| Arkéa-Samsic                              | France           | 2011-2022              | Obtention du statut d'équipe WorldTeam en 2023                   |
| B&B Hotels-KTM                            | France           | 2018-2022              | Disparition de l'équipe à la fin de l'année 2022                 |
| Barloworld                                | Royaume-Uni      | 2005-2009              | Disparition de l'équipe à la fin de l'année 2009                 |
| Benfica                                   | Portugal         | 2007-2008              | Disparition de l'équipe à la fin de l'année 2008                 |
| BMC Racing Team                           | États-Unis       | 2008-2010              | Obtention du statut d'équipe ProTour en 2011                     |
| Bolton Equities Black Spoke               | Nouvelle-Zélande | 2023                   | Disparition de l'équipe à la fin de l'année 2023                 |
| Bora-Argon 18                             | Allemagne        | 2011-2016              | Obtention du statut d'équipe ProTour en 2017                     |
| Carmiooro-NGC                             | Royaume-Uni      | 2010                   | Disparition de l'équipe à la fin de l'année 2010                 |
| CCC Sprandi Polkowice                     | Pologne          | 2010-2011 et 2013-2018 | Devient une équipe continentale au cours de l'année 2019         |
| Ceramica Flaminia                         | Italie- Irlande  | 2006-2010              | Fusion avec De Rosa-Stac Plastic en 2011                         |
| Cervélo Test                              | Suisse           | 2009-2010              | Disparition de l'équipe à la fin de l'année 2010                 |
| Champion System                           | Chine            | 2012-2013              | Disparition de l'équipe à la fin de l'année 2013                 |
| Cofidis                                   | France           | 2010-2019              | Obtention du statut d'équipe WorldTour en 2020                   |
| Comunidad Valenciana                      | Espagne          | 2005-2006              | Suspension et dissolution de l'équipe au cours de la saison 2006 |
| Contentpolis-Ampo                         | Espagne          | 2008-2009              | Disparition de l'équipe à la fin de l'année 2009                 |
| Cycle Collstrop                           | Suède            | 2008                   | Fusion avec P3 Transfert-Batavus en 2009                         |
| Crelan-Euphony                            | Belgique         | 2005-2013              | Disparition de l'équipe à la fin de l'année 2013                 |
| Delko                                     | France           | 2016-2021              | Disparition de l'équipe à la fin de l'année 2021                 |
| DFL-Cyclingnews-Litespeed                 | Royaume-Uni      | 2007                   | Devient une équipe continentale en 2008                          |
| Drapac                                    | Australie        | 2007 et 2014-2016      | Devient une équipe continentale en 2017                          |
| Drone Hopper-Androni Giocattoli           | Italie           | 2005-2022              | Devient une équipe continentale en 2023                          |
| Ed' System ZVVZ                           | Tchéquie         | 2005                   | Disparition de l'équipe à la fin de l'année 2005                 |
| Elk Haus                                  | Autriche         | 2006-2009              | Disparition de l'équipe à la fin de l'année 2009                 |
| Europcar                                  | France           | 2010-2013              | Obtention du statut d'équipe WorldTour en 2014                   |
| Euskadi Basque Country-Murias             | Espagne          | 2018-2019              | Disparition de l'équipe à la fin de l'année 2019                 |
| Extremadura                               | Espagne          | 2008                   | Devient une équipe amateur en 2009                               |
| FDJ                                       | France           | 2005-2011              | Obtention du statut d'équipe WorldTour en 2012                   |
| Fuerteventura-Canarias                    | Espagne          | 2007                   | Devient une équipe continentale en 2008                          |
| Garmin-Chipotle                           | États-Unis       | 2007-2008              | Obtention du statut d'équipe ProTour en 2009                     |
| Gazprom-RusVelo                           | Russie           | 2020-2022              | Suspension et dissolution de l'équipe au cours de la saison 2022 |
| Hagens Berman Axeon                       | États-Unis       | 2018-2019              | Devient une équipe continentale au cours de l'année 2020         |
| Holowesko-Citadel                         | États-Unis       | 2006-2010              | Devient une équipe continentale au cours de l'année 2019         |
| Human Powered Health                      | États-Unis       | 2018-2023              | Disparition de l'équipe à la fin de l'année 2023                 |
| Israel Cycling Academy                    | Israël           | 2017-2019              | Obtention du statut d'équipe WorldTour en 2020                   |
| Kaiku                                     | Espagne          | 2005-2006              | Disparition de l'équipe à la fin de l'année 2006                 |
| Katusha                                   | Russie           | 2013                   | Obtention du statut d'équipe WorldTour le 15 janvier 2013        |
| L.A. Aluminios                            | Portugal         | 2005                   | Devient une équipe continentale en 2006                          |
| LPR Brakes-Farnese Vini                   | Irlande          | 2005-2009              | Disparition de l'équipe à la fin de l'année 2009                 |
| Manzana Postobón                          | Colombie         | 2011 et 2017-2019      | Disparition de l'équipe en mai 2019                              |
| Miche                                     | Italie           | 2005-2006              | Devient une équipe continentale en 2007                          |
| Mitsubishi-Jartazi                        | Estonie          | 2008                   | Disparition de l'équipe à la fin de l'année 2008                 |
| Naturino-Sapore di Mare                   | Suisse           | 2005-2006              | Disparition de l'équipe à la fin de l'année 2006                 |
| Navigators Insurance                      | États-Unis       | 2006-2007              | Disparition de l'équipe à la fin de l'année 2007                 |
| NGC Medical-OTC Industria Porte           | Suisse           | 2007-2008              | Fusion avec A-Style Somn en 2009                                 |
| Nippo-Vini Fantini-Faizanè                | Italie           | 2015-2019              | Disparition de l'équipe à la fin de l'année 2019                 |
| ONE                                       | Royaume-Uni      | 2016                   | Devient une équipe continentale en 2017                          |
| Preti Mangimi                             | Luxembourg       | 2008                   | Disparition de l'équipe à la fin de l'année 2008                 |
| PSK Whirlpool-Author                      | Tchéquie         | 2008-2009              | Devient une équipe continentale en 2010                          |
| RAGT Semences                             | France           | 2005                   | Disparition de l'équipe à la fin de l'année 2005                 |
| Relax-GAM                                 | Espagne          | 2005-2007              | Disparition de l'équipe à la fin de l'année 2007                 |
| Riwal Securitas                           | Danemark         | 2019-2020              | Devient une équipe continentale au cours de l'année 2021         |
| Roompot-Charles                           | Pays-Bas         | 2015-2019              | Disparition de l'équipe à la fin de l'année 2019                 |
| Roth                                      | Suisse           | 2016                   | Devient une équipe continentale en 2017                          |
| Scott-Marcondes Cesar-São José dos Campos | Brésil           | 2010                   | Suspension et dissolution de l'équipe au cours de la saison 2010 |
| Sojasun                                   | France           | 2010-2013              | Disparition de l'équipe à la fin de l'année 2013                 |
| SpiderTech-C10                            | Canada           | 2011-2012              | Disparition de l'équipe à la fin de l'année 2012                 |
| Stölting Service Group                    | Allemagne        | 2016                   | Disparition de l'équipe à la fin de l'année 2016                 |
| Tenax                                     | Irlande          | 2005-2007              | Disparition de l'équipe à la fin de l'année 2007                 |
| Tinkoff Credit Systems                    | Italie           | 2006-2008              | Disparition de l'équipe à la fin de l'année 2008                 |
| Unibet.com                                | Belgique         | 2005-2006              | Disparition de l'équipe à la fin de l'année 2006                 |
| UnitedHealthcare                          | États-Unis       | 2006-2007 et 2011-2018 | Disparition de l'équipe à la fin de l'année 2018                 |
| Utensilnord Named                         | Irlande          | 2010-2012              | Devient une équipe continentale en 2013                          |
| Vacansoleil                               | Pays-Bas         | 2009-2010              | Obtention du statut d'équipe ProTour en 2011                     |
| Verandas Willems-Crelan                   | Belgique         | 2017-2018              | Disparition de l'équipe à la fin de l'année 2018                 |
| Verva ActiveJet                           | Pologne          | 2016                   | Devient une équipe continentale en 2017                          |
| Vini Zabù                                 | Italie           | 2009-2021              | Disparition de l'équipe à la fin de l'année 2021                 |
| Vorarlberg-Corratec                       | Autriche         | 2006-2010              | Devient une équipe continentale au cours de l'année 2010         |
| W52-FC Porto                              | Portugal         | 2019                   | Devient une équipe continentale au cours de l'année 2020         |
| Wanty-Gobert                              | Belgique         | 2011-2020              | Obtention du statut d'équipe WorldTour en 2021                   |
| Wiesenhof-Felt                            | Allemagne        | 2005-2007              | Disparition de l'équipe à la fin de l'année 2007                 |
| Xacobeo Galicia                           | Espagne          | 2007-2010              | Disparition de l'équipe à la fin de l'année 2010                 |